# (15047) 1998 XG49
A (15047) 1998 XG49 a Naprendszer kisbolygóövében található aszteroida. A LINEAR projekt keretében fedezték fel 1998. december 14-én.